# Julien Satonnet
Julien Satonnet est un homme politique français né le 27 juillet 1889 à Fétigny (Jura) et mort le 8 juillet 1954 à Chalon-sur-Saône (Saône-et-Loire). 

## Biographie

### Études et carrière
Fils de cultivateur, après avoir obtenu son baccalauréat, il entre aux PTT où il devient chef de section.

### Carrière politique
Membre de la Section française de l'Internationale ouvrière, il est très proche de Paul Faure, son secrétaire général, et du député Georges Nouelle, tous deux implantés politiquement en Saône-et-Loire. Il leur reste fidèle sous l'occupation et à la Libération, participant avec eux à la création du Parti socialiste démocratique et du Rassemblement des gauches républicaines, coalition centriste influente sous la Quatrième République après leur exclusion commune de la SFIO. 
Conseiller municipal de Chalon-sur-Saône depuis 1925, il est élu conseiller Général du canton Chalon-Nord en juillet 1938. Il retrouve son siège en septembre 1945.
Georges Nouelle, demeuré maire de Chalon-sur-Saône sous l'occupation, est révoqué à la Libération et déclaré inéligible. Julien Satonnet est nommé maire de la ville en septembre 1944 et il est confirmé à cette fonction lors des élections municipales de mai 1945 où il conduit la liste d'union socialiste, républicaine et gaulliste. Quelques mois plus tard il est élu conseiller général du canton de Chalon-Nord.  Le 8 décembre 1946, lors des élections du Conseil de la République, Julien Satonnet, candidat pour la Saône-et-Loire sur la liste du Rassemblement des Gauches Républicaines est élu. En 1947, lors des élections municipales des 19 et 26 octobre, Jean-Marie Thomas constitue une liste SFIO contre Julien Satonnet. Une liste communiste est également présente. Grâce à une liste rassemblant radicaux, socialistes démocratiques, MRP, RPF, il remporte l'élection et reste maire. Des  dissensions apparaissent en cours de mandat, le maire démissionne en 1951. George Nouelle redevient maire, en 1952.
Il meurt à Chalon-sur-Saône le 8 juillet 1954.

### Décorations
Il est titulaire de la croix de guerre 1914-1918.